# Joypurhat
Joypurhat este un oraș din Bangladesh.